# Docalidia montanus
Docalidia montanus är en insektsart som beskrevs av Jacobi 1905. Docalidia montanus ingår i släktet Docalidia och familjen dvärgstritar. Inga underarter finns listade i Catalogue of Life.